# Abdel-Hamid Bassiouny
Abdel-Hamid Bassiouny (Kafr el-Sheikh, 12 marzo 1972) è un allenatore di calcio ed ex calciatore egiziano, di ruolo attaccante.

## Carriera

### Club
Ha giocato nella prima divisione egiziana, che ha vinto nella stagione 2000-2001 e di cui è stato capocannoniere nella stagione 1997-1998.

### Nazionale
Ha partecipato alla Confederations Cup del 1999; tra il 1999 ed il 2001 ha totalizzato complessivamente 13 presenze e 3 reti in nazionale.

## Palmarès

### Giocatore

#### Club

##### Competizioni nazionali
- Campionato egiziano: 1

Ismaily: 2000-2001
- Coppa d'Egitto: 1

Zamalek: 1998-1999

##### Competizioni internazionali
- Supercoppa CAF: 1

Zamalek: 1997
- Coppa dei Campioni afro-asiatica: 1

Zamalek: 1997

#### Individuale
- Capocannoniere del campionato egiziano: 1

1997-1998 (15 gol)